# Nenzinho
Manoel Ferreira de Freitas, mais conhecido como Nenzinho,  (Campina Grande, 16 de setembro de 1933 — Recife, data de falecimento desconhecida) foi um futebolista brasileiro que atuava como lateral esquerdo e zagueiro. 

## Carreira
Ele jogou pelos três grandes clubes pernambucanos até se transferir para o Bahia, time mais importante de sua carreira. No tricolor baiano, Nenzinho conquistou dois estaduais e disputava o Campeonato Brasileiro de 1959, mas tinha o desejo de voltar ao Náutico, o que ocorreu após uma discussão com o presidente Osório Villas-Boas em outubro daquele ano. Entretanto, com a demora para a realização da final contra o Santos (que só aconteceria em 1960), Nenzinho se entendeu com a diretoria baiana e voltou ao clube para substituir Leone na final, conquistando a taça, o primeiro paraibano a realizar tal feito. Ele ainda passou pelo Central de Caruaru, e, após se aposentar, se tornou comerciante. Nenzinho foi assassinado, em um crime passional, no Recife.

## Títulos
Bahia
- Campeonato Baiano: 1958, 1959
- Campeonato Brasileiro: 1959[3]